# بوبرووا (استان اوپوله)
بوبرووا (به لهستانی: Bobrowa) یک منطقهٔ مسکونی در لهستان است که در گمینا رودنگکی واقع شده‌است. بوبرووا ۲۷۷ نفر جمعیت دارد.